# 6142 Tantawi
A 6142 Tantawi (ideiglenes jelöléssel (6142) 1993 FP) a Naprendszer kisbolygóövében található aszteroida. Gilmore és Kilmartin fedezte fel 1993. március 23-án.